# منتخب ساموا تحت 20 سنة لاتحاد الرغبي
منتخب ساموا الوطني لاتحاد الرغبي تحت 20 سنة (بالإنجليزية: Samoa national under-20 rugby union team)‏ هو ممثل ساموا الرسمي في المنافسات الدولية في اتحاد الرغبي . تأسس في 2008.